# 60-ті

## Події
- 68 — кінець правління в Римській імперії Нерона;
- 68 — початок правління в Римській імперії Ґальби;
- 69 — кінець правління в Римській імперії Ґальби;
- 69 — початок правління в Римській імперії Отона;
- 69 — кінець правління в Римській імперії Отона;
- 69 — початок правління в Римській імперії Вітеллія;
- 69 — кінець правління в Римській імперії Вітеллія;
- 69 — кінець правління в Римській імперії Веспасіана;

## Померли
- близько 64 — апостол Петро